# Emma Raducanu
Emma Raducanu (/ræduˈkɑːnuː/; sinh ngày 13 tháng 11 năm 2002) là một nữ vận động viên quần vợt chuyên nghiệp người Anh Quốc. Cô hiện là đương kim vô địch Mỹ Mở rộng 2021 có thứ hạng đơn cao nhất trong sự nghiệp là số 23 thế giới, đạt được vào ngày 12 tháng 9 năm 2021 và hiện là tay vợt nữ số 1 của nước Anh.
Từng xếp hạng 338 trên thế giới, cô đã lọt vào vòng 4 trong lần tham dự giải Wimbledon 2021. Điều này đã giúp cô tham dự giải Mỹ Mở rộng 2021 từ vòng loại, để rồi sau đó đi một mạch đến chức vô địch mà không để thua bất cứ một set đấu nào. Trong trận chung kết, cô đánh bại Leylah Fernandez chỉ mới 19 tuổi để trở thành tay vợt nữ người Anh giành được danh hiệu Grand Slam đơn nữ sau 44 năm, kể từ ngày mà Virginia Wade vô địch Wimbledon 1977.

## Cuộc sống
Raducanu sinh ngày 13 tháng 11 năm 2002 tại Toronto, Ontario, Canada trong một gia đình có bố mẹ là Ian và Renee Raducanu. Bố cô là người từ Bucharest, Rumani trong khi mẹ cô tới từ Thẩm Dương, Liêu Ninh, Trung Quốc. Cách viết ban đầu tên họ trong tiếng Rumani của gia đình cô là Răducanu (phát âm [rədu'kanu]). Cô cho rằng, tinh thần thi đấu và nguyên tắc của mình là do thần tượng hai tay vợt Simona Halep và Lý Na, cả hai đều đến từ các quốc gia dòng dõi tổ tiên của cô. Cả bố và mẹ của cô đều làm việc trong lĩnh vực tài chính. Gia đình cô chuyển đến Anh khi cô được 2 tuổi. Raducanu bắt đầu chơi quần vợt khi mới 5 tuổi. Cô theo học tại Newstead Wood, một trường chuyên nằm ở Bromley, Luân Đôn. Tại đây cô đã đạt được chứng chỉ giáo dục A-level khi đạt điểm A* môn toán và A trong môn kinh tế học. Khi còn nhỏ, cô cũng đã tham gia nhiều môn thể thao và hoạt động khác nhau, bao gồm chơi gôn, đua xe Go-kart, đua mô tô, nhảy thiết hài và múa ba lê. Cô cũng là một người hâm mộ và là tín đồ của giải đua xe Công thức 1.

## Sự nghiệp
Cô bắt đầu thi đấu chuyên nghiệp vào năm 2018. Nhưng phải đến năm 2021, những thành tích ấn tượng mới thật sự bắt đầu. Cô bắt đầu tham dự một giải WTA Tour chính tại Nottingham Mở rộng 2021
Vào tháng 6, Raducanu đã có trận ra mắt Grand Slam trong năm 2021 tại Wimbledon. Cô tiến vào vòng 3 với những chiến thắng ban đầu trước Vitalia Diatchenko và Markéta Vondroušová. Cô là tay vợt nữ người Anh trẻ nhất lọt vào vòng 3 của Wimbledon kể từ năm 2002, sau khi Elena Baltacha làm được điều tương tự khi chưa tròn 18 tuổi tại Wimbledon 2002. Sau đó, cô đánh bại Sorana Cîrstea để lọt vào vòng 4 của giải, trở thành nữ tay vợt người Anh trẻ nhất khi mới 18 tuổi và 239 ngày lọt vào đến vòng 16 tay vợt mạnh nhất trong Kỷ nguyên Mở, đồng thời vươn lên vị trí số 185 thế giới trong bảng xếp hạng WTA, dù đầu giải cô đứng thứ 338. Vào ngày 5 tháng 7 năm 2021, cô đối đầu với Ajla Tomljanović ở vòng 4 nhưng đã phải bỏ cuộc khi đang dở thi đấu set hai do khó thở.
Raducanu với thứ hạng 186 bắt đầu thi đấu tại Silicon Valley Classic 2021, một giải quần vợt nữ trong US Open Series được tổ chức hàng năm. Cô gặp tay vợt Trương Soái ở vòng đầu tiên nhưng đã để thất bại. Cô đã thay đổi huấn luyện viên của mình trong thời gian này từ Nigel Sears, bố vợ của tay vợt Andy Murray, thành Andrew Richardson, một trong những huấn luyện viên đội trẻ của cô. Vào tháng 8 năm 2021, Raducanu lọt vào trận chung kết Giải đấu WTA 125 tại Chicago nơi cô đã thua trước tay vợt Clara Tauson. Điểm tích lũy được đã giúp cô lên thứ hạng 150 thế giới trên bảng xếp hạng WTA.
Bắt đầu Mỹ Mở rộng 2021, cô lần lượt đánh bại Bibiane Schoofs, Mariam Bolkvadze và Mayar Sherif ở vòng loại để vào đến vòng đấu chính. Tiếp đó, cô đánh bại một loạt các tay vợt tên tuổi hơn cô về thứ hạng là Stefanie Voegele, Trương Soái, Sara Sorribes Tormo, Shelby Rogers, Belinda Bencic và Maria Sakkari để vào chung kết mà không thua bất kỳ một set đấu nào. Nhờ thành tích ấn tượng mà cô thăng hạng hơn 100 bậc, lọt vào top 25 tay vợt nữ hàng đầu thế giới và soán ngôi Johanna Konta trở thành tay vợt nữ số 1 của Anh. Cô cũng trở thành tay vợt duy nhất bắt đầu từ vòng loại vào đến bán kếtl rồi chung kết Giải quần vợt Mỹ Mở rộng trong Kỷ nguyên Mở, đồng thời là người trẻ nhất trong lịch sử vô địch giải Grand Slam kể từ năm 2004, khi Maria Sharapova vô địch Wimbledon 2004. Raducanu lọt vào trận chung kết mà không thua bất kỳ một set nào, thắng 20 set liên tiếp, và trở thành tay vợt nữ người Anh đầu tiên sau 53 năm lọt vào trận chung kết Mỹ Mở rộng sau Virginia Wade. Raducanu đã đánh bại Fernandez trong trận chung kết đơn nữ Mỹ Mở rộng đầu tiên có sự góp mặt của hai tay vợt nữ trẻ tuổi kể từ trận chung kết năm 1999 giữa Serena Williams và Martina Hingis. Cô trở thành người đầu tiên thi đấu từ vòng loại vô địch một giải Grand Slam và là tay vợt nữ đầu tiên trong Kỷ nguyên Mở giành được một Grand Slam chỉ với lần thứ hai tham dự một giải Grand Slam (trước đó là Wimbledon 2021). Đây là danh hiệu đơn WTA đầu tiên của cô, và cô là tay vợt nữ thứ hai sau Bianca Andreescu vô địch ngay trong lần đầu tiên ra mắt Mỹ Mở rộng.

## Thống kê sự nghiệp đơn
| VĐ | CK | BK | TK | V# | RR | Q# | A | NH |

Chỉ kết quả vòng đấu chính ở WTA Tour, Grand Slam, Billie Jean King Cup và Thế vận hội được tính vào thành tích thắng/bại.
| Giải đấu           | 2018 | 2019 | 2020 | 2021 | SR                   | T–B                  | % Thắng              |
| ------------------ | ---- | ---- | ---- | ---- | -------------------- | -------------------- | -------------------- |
| Úc Mở rộng         | A    | A    | A    | A    | 0 / 0                | 0–0                  | –                    |
| Pháp Mở rộng       | A    | A    | A    | A    | 0 / 0                | 0–0                  | –                    |
| Wimbledon          | VL1  | VL1  | NH   | V4   | 0 / 1                | 3–1                  | 75%                  |
| Mỹ Mở rộng         | A    | A    | A    | VĐ   | 1 / 1                | 7–0                  | 100%                 |
| Thắng–Bại          | 0–0  | 0–0  | 0–0  | 10–1 | 1 / 2                | 10–1                 | 91%                  |
| Thống kê sự nghiệp |      |      |      |      |                      |                      |                      |
| Giải đấu           | 0    | 0    | 0    | 4    | Tổng số sự nghiệp: 4 | Tổng số sự nghiệp: 4 | Tổng số sự nghiệp: 4 |
| Danh hiệu          | 0    | 0    | 0    | 1    | Tổng số sự nghiệp: 1 | Tổng số sự nghiệp: 1 | Tổng số sự nghiệp: 1 |
| Chung kết          | 0    | 0    | 0    | 1    | Tổng số sự nghiệp: 1 | Tổng số sự nghiệp: 1 | Tổng số sự nghiệp: 1 |
| Tổng số Thắng–Bại  | 0–0  | 0–0  | 0–0  | 10–3 | 1 / 4                | 10–3                 | 77%                  |
| Xếp hạng cuối năm  | 692  | 503  | 343  |      | $2.803.376           | $2.803.376           | $2.803.376           |

## Chung kết WTA

### Đơn nữ: 1 (1 danh hiệu)
| Chú thích                 |
| ------------------------- |
| Giải đấu Grand Slam (1–0) |
| WTA 1000                  |
| WTA 500                   |
| WTA 250                   |

| Chung kết theo mặt sân |
| ---------------------- |
| Cứng (1–0)             |
| Cỏ (0–0)               |
| Đất nện (0–0)          |
| Thảm (0–0)             |

| Kết quả | W–L | Ngày tháng       | Giải đấu   | Bậc        | Mặt sân | Đối thủ          | Tỉ số    |
| ------- | --- | ---------------- | ---------- | ---------- | ------- | ---------------- | -------- |
| Thắng   | 1–0 | Tháng 9 năm 2021 | Mỹ Mở rộng | Grand Slam | Cứng    | Leylah Fernandez | 6–4, 6–3 |

## Chung kết WTA 125

### Đơn nữ: 1 (0 danh hiệu)
| Kết quả | W–L | Thời gian        | Giải đấu                | Mặt sân | Đối thủ      | Tỉ số         |
| ------- | --- | ---------------- | ----------------------- | ------- | ------------ | ------------- |
| Thua    | 0–1 | Tháng 8 năm 2021 | WTA 125 Chicago, Hoa Kỳ | Cứng    | Clara Tauson | 1–6, 6–2, 4–6 |

## Chung kết ITF Circuit

### Đơn nữ: 5 (3 danh hiệu)
| Chú thích                  |
| -------------------------- |
| Giải đấu 100.000 USD (0–0) |
| Giải đấu 80.000 USD (0–0)  |
| Giải đấu 60.000 USD (0–0)  |
| Giải đấu 25.000 USD (1–1)  |
| Giải đấu 15.000 USD (2–1)  |

| Kết quả | W–L | Thời gian         | Giải đấu                       | Bậc    | Mặt sân  | Đối thủ          | Tỉ số         |
| ------- | --- | ----------------- | ------------------------------ | ------ | -------- | ---------------- | ------------- |
| Thắng   | 1–0 | Tháng 5 năm 2018  | ITF Tiberias, Israel           | 15.000 | Cứng     | Hélène Scholsen  | 7–6(7–3), 6–4 |
| Win     | 2–0 | Tháng 10 năm 2018 | ITF Antalya, Thổ Nhĩ Kỳ        | 15.000 | Cứng     | Johana Marková   | 6–4, 6–2      |
| Thua    | 2–1 | Tháng 3 năm 2019  | ITF Tel Aviv, Israel           | 15.000 | Cứng     | Corinna Dentoni  | 4–6, 3–6      |
| Thắng   | 3–1 | Tháng 12 năm 2019 | ITF Pune, Ấn Độ                | 25.000 | Cứng     | Naiktha Bains    | 3–6, 6–1, 6–4 |
| Thua    | 3–2 | Tháng 3 năm 2020  | ITF Sunderland, Vương quốc Anh | 25.000 | Cứng (i) | Viktoriya Tomova | 6–4, 4–6, 3–6 |

- Nguồn giải đấu từ Kho lưu trữ chính ITF

## Thành tích đối đầu khác

### Thành tích đối đầu với tay vợt top 10
Dưới đây là thành tích đối đầu với các tay vợt đã từng nằm trong top 10 của Raducanu. Tay vợt còn thi đấu được in đậm.
| Tay vợt        | Năm  | Thành tích | % Thắng | Cứng       | Đất nện   | Cỏ        | Trận đấu gần nhất                                  |
| -------------- | ---- | ---------- | ------- | ---------- | --------- | --------- | -------------------------------------------------- |
| Tay vợt số 4   |      |            |         |            |           |           |                                                    |
| Belinda Bencic | 2021 | 1–0        | 100%    | 1–0        | –         | –         | Thắng (6–3, 6–4) tại Giải quần vợt Mỹ Mở rộng 2021 |
| Tổng số        | 2021 | 1–0        | 100%    | 1–0 (100%) | 0–0 ( – ) | 0–0 ( – ) | Cập nhật lần cuối: 10 tháng 9 năm 2021.            |